# Jacob Christensen (Kristeligt Folkeparti)
 Der er flere personer med dette navn, se Jacob Christensen.
Jacob Christensen (født 17. juni 1925 i Fredericia, død 4. februar 2017 i København) var en dansk læge. Han var landsformand for Kristeligt Folkeparti fra partiets skabelse i 1970 og indtil 1973, hvor han blev afløst af Jens Møller.
Jacob Christensen var overlæge fra Horsens. På et hovedbestyrelsesmøde i marts 1973 udvandrede han efter anklager for ikke at være tilstrækkeligt kristelig. Dernæst meldte han sig ind i Centrum-Demokraterne.
Udgivelser:
- Æbler i en skål, digte 1967.
- Hvad skal det andet køn bruges til?, sexologi 1969.
- Dødskriteriet (medforfatter), debatbog 1972.
- Lyrikårbogen 1973, 1974 og 1977 (medforfatter), digtantologier.
- Hvorfor, Le?, roman 1981.
- Sådan styres Danmark (medforfatter), lærebog 1981.
- Dronning, digtcyklus 1990.
- Den Gamle, roman 1991.
- Gider du lige (Lægeforeningen), erindringsbog 2002.